# Elaine Trepper
Pour les articles homonymes, voir Trepper.
Elaine Trepper, née le 1er décembre 1955 dans le Sud-Ouest africain, aujourd'hui Namibie est une enseignante et femme politique namibienne membre de la SWAPO. Elle a été maire de la capitale.

## Biographie
Elaine Trepper est enseignante à Lüderitz à partir de 1985. Elle s'engage dans le mouvement anti-apartheid, rejoint la South West Africa People's Organization (SWAPO) et le mouvement de libération de la Namibie. Après l'indépendance de la Namibie en 1990, elle devient active au sein du Namibia National Teachers Union (NANTU) et en est devenue membre du conseil d'administration en 1998.
En 1991, elle exerce différentes responsabilités pour la SWAPO dans la circonscription de Windhoek Ouest. En 1998, elle devient la coordinatrice de district pour ce parti (parti au pouvoir depuis l'indépendance).
En 1998, elle devient également membre du conseil municipal de Windhoek, et fin 1999, elle est désignée adjointe au maire Matheus Shikongo. Elle alterne ensuite ce rôle d'adjointe et le comité de gestion de Windhoek Elle participe également, au niveau national, au développement des infrastructures et aux questions sociales et sanitaires en Namibie, qui se pose notamment dans la capitale avec l'exode rural vers cette ville et la création de zones de ghettos durant l'apartheid peu pourvues en eau et en électricité.
Elaine Trepper est désignée maire de la ville de Windhoek le 2 décembre 2010 (avec une entrée en fonction le 17 janvier 2011), première femme noire maire de la capitale du pays, avec un conseil municipal dominé par la SWAPO (11 élus sur 15). En Namibie, ces mandats de maire sont réexaminés chaque fin d’année par les conseils municipaux, et elle perd ce mandat de maire le 26 novembre 2012.